# حصان الرياضة الأيرلندي

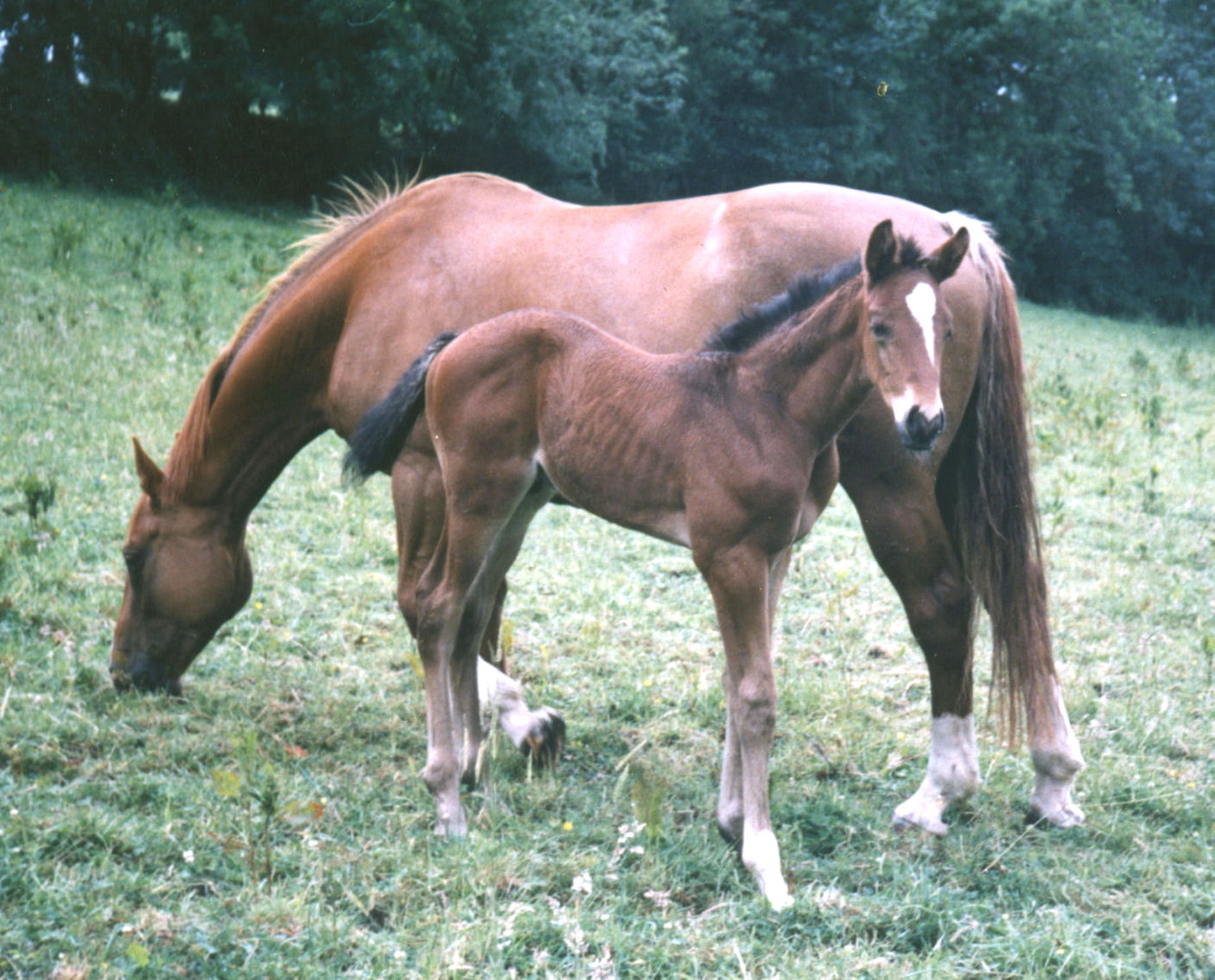
الفرس والمهر

حصان الرياضة الأيرلندي، أو الصياد الأيرلندي، هو سلالة أيرلندية من الخيول الرياضية ذات الدم الحار، تستخدم في الغالب في الترويض، والفعاليات، والقفز الاستعراضي. تم تربيتها من عام 1923 عن طريق التزاوج بين الماشية الأيرلندية والحصيلة الأصيلة. إنها سلالة حقيقية معترف بها لا يجوز تسجيل المهور إلا في القسم الرئيسي من كتاب الخيول إذا كان كلا الوالدين مسجلين في هذا القسم.

## الاستخدامات

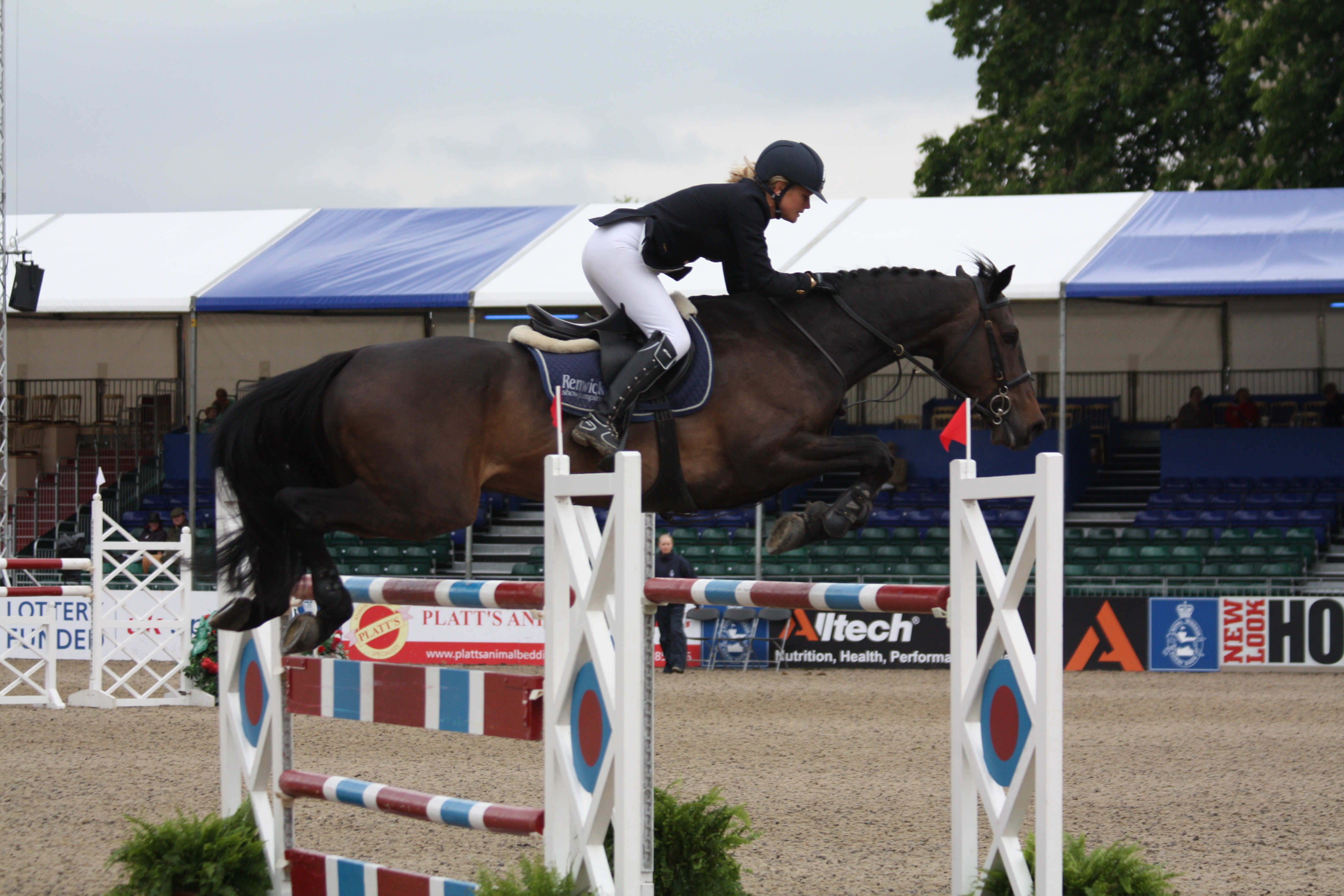
حصان رياضة أيرلندي يستخدم في قفز الحواجز.

يعتبر حصان الرياضة الأيرلندي حصانًا منافسًا ناجحًا لركوب الخيل، ويستخدم في الترويض والقفز الاستعراضي والتنافس لمدة ثلاثة أيام. غالبًا ما يتم وضع كتاب الدراسات الأيرلندية للخيول الرياضية في مرتبة عالية في تصنيف الأحداث السنوية للاتحاد العالمي لتربية الخيول الرياضية، وكان في المركز الأول في كل عام من عام 2012 إلى عام 2016.